# 1848
1848 (số La Mã: MDCCCXLVIII) là một năm nhuận bắt đầu vào thứ Bảy trong lịch Gregory.

## Sinh
- 18 tháng 7 – W. G. Grace, vận động viên cricket Anh (m.1915)[1]